# 신드어군
신드어군은 서북인도아리아어군의 하위 언어이다.

## 분류
- 라시어
- 신드어
- 신디빌어
- 자드갈리어
- 카치어

## 같이 보기
- 신드어
- 구자라트어군